# 蕭方諸
湘東贞惠世子蕭方諸（537年—552年），字智相，梁元帝蕭繹第二子，母為王貴嬪。

## 生平
蕭方諸出生时，父亲蕭繹为湘東王，母亲王氏是受宠爱的妾室。蕭方諸幼年聪警博学，通曉《老子》、《易經》，擅長談論玄學，风采清越，辞辩锋生，极受父親的寵愛。兄长、湘東國世子蕭方等戰死後，父亲湘東王蕭繹不悲傷，反而很高興，說道：“不有所废，其何以兴。”
大宝元年（550年），蕭方諸出任郢州刺史，镇守江夏，以鲍泉为行事。當時，蕭繹派遣徐文盛督众军，與侯景的部下任約相持。蕭方諸自恃有徐文盛在，不恤军政，每天都與鲍泉飲酒为乐，把鲍泉当马骑。大宝二年（551年），侯景派遣宋子仙率轻骑数百，偷袭郢州。宋子仙到來後，百姓奔走相告，但蕭方諸與鲍泉卻不相信。宋子仙破城时，蕭方諸正骑在鲍泉肚子上把鲍泉的胡子画上彩色，见状迎拜。鲍泉躲在床下，因为彩色被宋子仙看见，也被俘虏。
大宝三年（552年），王僧辩的军队攻至蔡洲时，蕭方諸被侯景殺害。
蕭方諸死後，蕭繹追贈其為侍中、大将军，谥曰贞惠世子。